# Hoofdklasse hockey heren 1978/79
Het seizoen 1978/79 is de 6de editie van de herenhoofdklasse waarin onder de KNHB-vlag om het Nederlands landskampioenschap hockey werd gestreden. 
In het voorgaande seizoen zijn Victoria en Gron.Studs gedegradeerd en hiervoor zijn Leiden en MEP in de plaats gekomen.
Klein Zwitserland werd voor de derde keer op rij landskampioen. Leiden en Schaerweijde degradeerden rechtstreeks.
Op 17 september 1978 was het treffen tussen Kampong en Bloemendaal het allereerste hoofdklasseduel dat op kunstgras werd gespeeld.

## Eindstand
Na 22 speelronden was de eindstand:
| #  | Club              | GS | W  | G | V  | P  | DV      | DT      | DS  |
| -- | ----------------- | -- | -- | - | -- | -- | ------- | ------- | --- |
| 1  | Klein Zwitserland | 21 | 18 | 3 | 0  | 39 | 61 - 19 | 61 - 19 | +42 |
| 2  | HGC               | 22 | 13 | 7 | 2  | 33 | 51 - 35 | 51 - 35 | +16 |
| 3  | Kampong           | 22 | 11 | 6 | 5  | 28 | 58 - 40 | 58 - 40 | +18 |
| 4  | Amsterdam         | 21 | 10 | 6 | 5  | 26 | 56 - 39 | 56 - 39 | +17 |
| 5  | Bloemendaal       | 22 | 7  | 7 | 9  | 21 | 35 - 43 | 35 - 43 | -8  |
| 6  | Laren             | 22 | 8  | 4 | 10 | 20 | 37 - 41 | 37 - 41 | -4  |
| 7  | Hattem            | 22 | 6  | 7 | 9  | 19 | 34 - 41 | 34 - 41 | -7  |
| 8  | MEP               | 22 | 8  | 3 | 11 | 19 | 37 - 46 | 37 - 46 | -9  |
| 9  | Oranje Zwart      | 22 | 5  | 8 | 9  | 18 | 32 - 41 | 32 - 41 | -9  |
| 10 | Tilburg           | 22 | 4  | 9 | 9  | 17 | 29 - 34 | 29 - 34 | -5  |
| 11 | Leiden            | 22 | 6  | 4 | 12 | 16 | 26 - 48 | 26 - 48 | -22 |
| 12 | Schaerweijde      | 22 | 0  | 8 | 14 | 8  | 21 - 53 | 21 - 53 | -32 |

(*) De laatste competitie wedstrijd tussen Klein Zwitserland en Amsterdam werd om onbekende redenen afgelast.

### Legenda
| Afk.              | Betekenis                                                             |
| ----------------- | --------------------------------------------------------------------- |
| GS                | aantal gespeelde wedstrijden                                          |
| W                 | aantal gewonnen wedstrijden                                           |
| G                 | aantal gelijk gespeelde wedstrijden                                   |
| V                 | aantal verloren wedstrijden                                           |
| P                 | totaal aantal punten                                                  |
| DV                | aantal gemaakte doelpunten                                            |
| DT                | aantal doelpunten tegen                                               |
| DS                | doelsaldo                                                             |
| Klein Zwitserland | Landskampioen Klein Zwitserland plaatst zich voor de Europacup I 1980 |
| Leiden            | Leiden en Schaerweijde zijn rechtstreeks gedegradeerd                 |

Nederlands landskampioenschap:

1897/98 ·
1898/99 ·
1899/00 ·
1900/01 ·
1901/02 ·
1902/03 ·
1903/04 ·
1904/05 ·
1905/06 ·
1906/07 ·
1907/08 ·
1908/09 ·
1909/10 ·
1910/11 ·
1911/12 ·
1912/13 ·
1913/14 ·
1914/15 ·
1915/16 ·
1916/17 ·
1917/18 ·
1918/19 ·
1919/20 ·
1920/21 ·
1921/22 ·
1922/23 ·
1923/24 ·
1924/25 ·
1925/26 ·
1926/27 ·
1927/28 ·
1928/29 ·
1929/30 ·
1930/31 ·
1931/32 ·
1932/33 ·
1933/34 ·
1934/35 ·
1935/36 ·
1936/37 ·
1937/38 ·
1938/39 ·
1939/40 ·
1940/41 ·
1941/42 ·
1942/43 ·
1943/44 ·
1944/45 ·
1945/46 ·
1946/47 ·
1947/48 ·
1948/49 ·
1949/50 ·
1950/51 ·
1951/52 ·
1952/53 ·
1953/54 ·
1954/55 ·
1955/56 ·
1956/57 ·
1957/58 ·
1958/59 ·
1959/60 ·
1960/61 ·
1961/62 ·
1962/63 ·
1963/64 ·
1964/65 ·
1965/66 ·
1966/67 ·
1967/68 ·
1968/69 ·
1969/70 ·
1970/71 ·
1971/72 ·
1972/73
Hoofdklasse heren:

1973/74 · 
1974/75 · 
1975/76 · 
1976/77 · 
1977/78 · 
1978/79 · 
1979/80 · 
1980/81 · 
1981/82 · 
1982/83 · 
1983/84 · 
1984/85 · 
1985/86 · 
1986/87 · 
1987/88 · 
1988/89 · 
1989/90 · 
1990/91 · 
1991/92 · 
1992/93 · 
1993/94 · 
1994/95 · 
1995/96 · 
1996/97 · 
1997/98 · 
1998/99 · 
1999/00 · 
2000/01 · 
2001/02 · 
2002/03 · 
2003/04 · 
2004/05 · 
2005/06 · 
2006/07 · 
2007/08 · 
2008/09 · 
2009/10 · 
2010/11 · 
2011/12 · 
2012/13 ·
2013/14 ·
2014/15 ·
2015/16 ·
2016/17 ·
2017/18 ·
2018/19 ·
2019/20 ·
2020/21 ·
2021/22 ·
2022/23 ·
2023/24 ·
2024/25 ·
Nederlandse competities: Hoofdklasse (zaal) · Promotieklasse · Overgangsklasse · Eerste klasse · Tweede klasse · Derde klasse · Vierde klasse · Gold Cup · Silver Cup

Nederlands kampioenschap: Lijst van Nederlandse landskampioenen hockey · Lijst van Nederlandse landskampioenen zaalhockey

Europese competities: Euro Hockey League · Europacup I · Europa Cup II · Europacup zaalhockey